# 698. pehotni polk (Wehrmacht)
Za druge 698. polke glejte 698. polk.
698. pehotni polk (izvirno nemško Infanterie-Regiment 698) je bil eden izmed pehotnih polkov v sestavi redne nemške kopenske vojske med drugo svetovno vojno.

## Zgodovina
Polk je bil ustanovljen 15. novembra 1940 kot polk 14. vala na področju Simmerna iz delov 124. in 266. pehotnega polka; polk je bil dodeljen 342. pehotni diviziji.
29. junija 1942 je bil razpuščen III. bataljon.
15. oktobra 1942 je bil polk preimenovan v 698. grenadirski polk.